# Триоксалатоферрат(III) аммония
Триоксалатоферрат(III) аммония — неорганическое соединение, 
комплексная соль железа, аммония и щавелевой кислоты
с формулой (NH4)3[Fe(C2O4)3],
растворяется в воде,
образует кристаллогидрат — зелёные кристаллы.

## Получение
- Реакция хлорида железа(III) с избытком оксалатом аммония:

{\displaystyle {\mathsf {FeCl_{3}+3(NH_{4}){}_{2}C_{2}O_{4}\ {\xrightarrow {}}\ (NH_{4})_{3}[Fe(C_{2}O_{4}){}_{3}]+3NH_{4}Cl}}}

## Физические свойства
Триоксалатоферрат(III) аммония образует 
кристаллогидрат состава (NH4)3[Fe(C2O4)3]•3H2O — зелёные кристаллы,
которые разлагаются при 165°С.
Растворяется в воде.

## Химические свойства
- Разлагается под действием света:

{\displaystyle {\mathsf {2(NH_{4})_{3}[Fe(C_{2}O_{4})_{3}]\ {\xrightarrow {h\nu }}\ 2(NH_{4})_{2}[Fe(C_{2}O_{4})_{2}]+(NH_{4})_{2}C_{2}O_{4}+2CO_{2}\uparrow }}}

## Применение
- Используется в светокопировании, как краситель для окрашивания анодированного алюминия